# Folke Alin
Carl Folke Alin, född 6 juni 1960 i Uppsala,[källa behövs] är en svensk pianist och dirigent. 
Alin har studerat vid Kungliga Musikhögskolan i Stockholm. Han har studerat piano för Irène Mannheimer och romansinterpretation för Dorothy Irving. Alin är kormästare vid Kungliga Operan. 
Alin har även arbetat som pianist och repetitör med Sångsällskapet Orphei Drängar, där han medverkat vid olika konserter och skivinspelningar. Han har även varit sångare i Orphei Drängar, och sedan Robert Sund 2007 beslutat att avgå som körens dirigent var Folke Alin en av kandidaterna till dirigentposten. 
Han har också gjort ett flertal romanskonserter med Erik Saedén, Ingrid Tobiasson och Anders Andersson.
Folke Alin var tidigare gift med dirigenten Cecilia Rydinger.